# World Rowing
World Rowing is de internationale sportorganisatie voor roeien. De bond organiseert het WK roeien, de World Cup, en vergelijkbare toernooien. Het hoofdkantoor is sinds 1922 gevestigd in Lausanne, Zwitserland. Tot oktober 2020 stond de mondiale roeibond bekend als de Fédération Internationale des Sociétés d'Aviron (FISA).
World Rowing is de oudste sportbond die een sport organiseert op de Olympische Spelen. In 2018 waren 153 nationale sportbonden lid van het "FISA Congres", de vergadering. Vanaf 2014 is Jean-Christophe Rolland de voorzitter.

## Geschiedenis
FISA is op 25 juni 1892 opgericht door vertegenwoordigers van de nationale roeibonden uit Frankrijk, Zwitserland, België, (het latere) Joegoslavië, en Italië, als reactie op de groeiende populariteit van roeien, en daarmee de behoefte aan standaard regelgeving voor boottypes, gewichtsklassen en wedstrijdregels. Ook werden regels opgesteld om onderscheid te maken tussen amateurs en professionals. Professionals, zoals pontbazen en vissers, waren vanwege hun vak meer getraind, en werden dus niet toegelaten tot de klasse van amateurs (lees: zij die middelen genoeg hadden om te roeien als hobby).

## Evenementen
World Rowing organiseert de volgende terugkerende evenementen:
- Europese kampioenschappen roeien, jaarlijks
- Wereldkampioenschap roeien, jaarlijks
In een Olympisch jaar worden alleen WK-wedstrijden geroeid in niet-olympische nummers.
- World Cup sinds 1997. Een serie van drie wedstrijden.
- Wereldkampioenschappen roeien junioren
Sinds 1967. Een Junior is iemand die in het lopend jaar geen 18 jaar is of wordt. In Olympische jaren gecombineerd met het WK roeien.
- Wereldkampioenschappen roeien onder 23
Voorheen genoemd "Nations Cup" (sinds 1976), en "U23 Regatta", voor Senior B-roeiers. Een Senior B is iemand die op 31 december van het lopend jaar nog geen 23 jaar is.

In 2002 experimenteerde de FISA met een roeisprint om wedstrijden ook in de stadscentra te kunnen houden. Het bleef beperkt tot een enkel evenement dat werd gehouden in het Hyde Park te Londen. Landen streden in diverse klassen tegen elkaar. Het eindklassement werd gewonnen door Groot-Brittannië. Andere deelnemers aan de races over 500 meter waren de Verenigde Staten, Duitsland en Nederland.